# Parachondrostoma miegii
La madrilla (Parachondrostoma miegii) es una especie de pez de la familia de los ciprínidos.

## Descripción

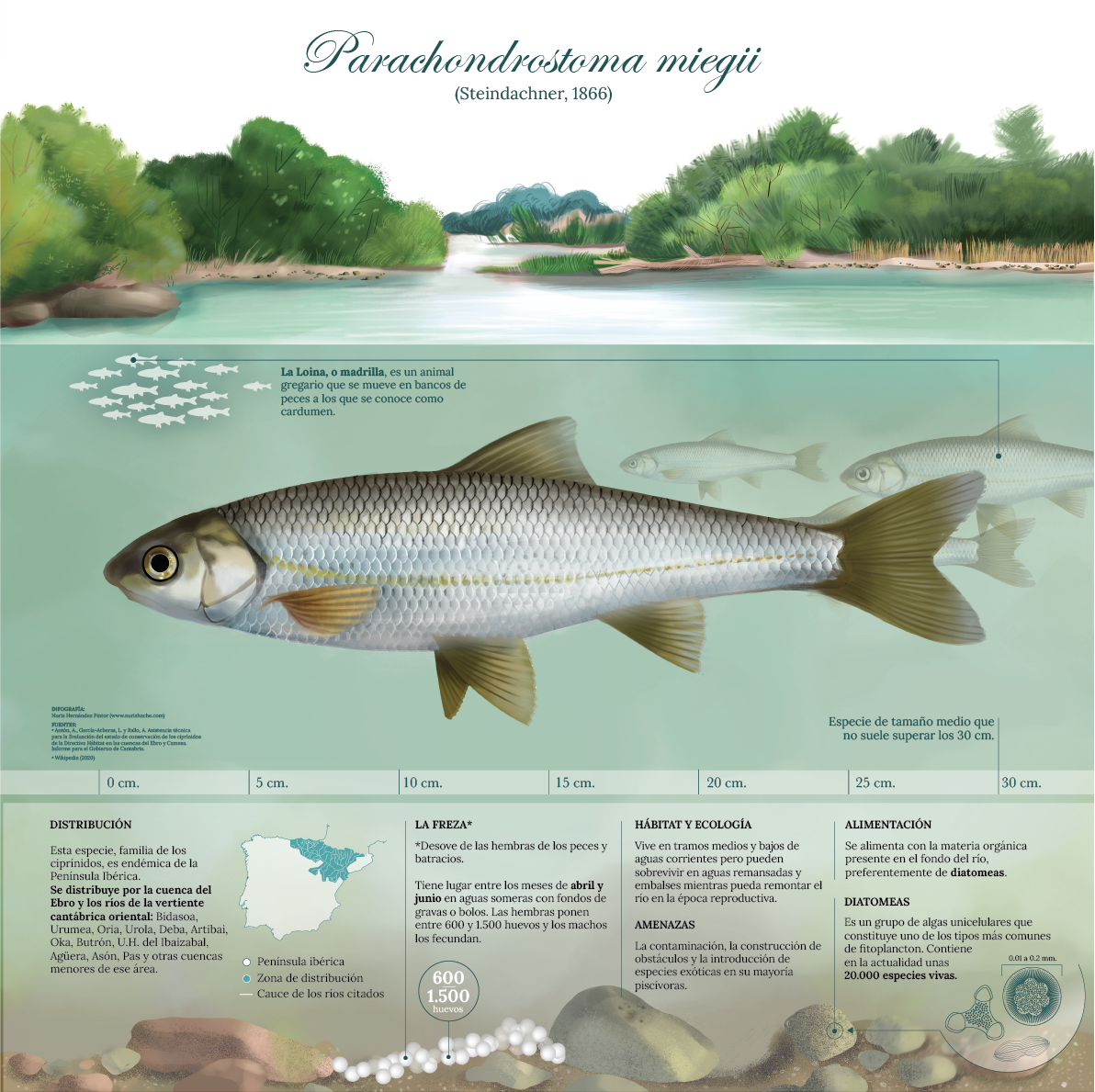
Infografía sobre la madrilla o loina.

Especie de tamaño medio que no suele pasar los 300mm. Cuerpo alargado con la cabeza relativamente pequeña y boca situada en su parte inferior. El labio inferior es grueso y presenta una lámina córnea de forma arqueada, a diferencia de la boga de río (Pseudochondrostoma polylepis) cuya lámina córnea es recta. Pedúnculo caudal largo y estrecho. Las aletas son largas, la dorsal tiene 8 radios ramificados y la anal de 8 a 10.

## Hábitat y ecología
Es una especie típicamente reófila que vive en aguas corrientes pero que pueden sobrevivir en aguas remansadas e incluso en embalses siempre que pueda remontar río arriba en la época reproductiva. Se alimenta de diatomeas y es complementariamente bentófaga. La freza tiene lugar entre los meses de abril y junio en aguas someras con fondos de gravas o bolos. Las hembras ponen entre 600 y 1500 huevos.

## Distribución
Es endémica de la península ibérica. Se distribuye por la cuenca del Ebro y los ríos de la vertiente cantábrica oriental: Bidasoa, Urumea, Oria, Urola, Deva, Artibay, Oca, Butrón, Nervión, Agüera, Asón y Pas.

## Factores de amenaza
Las principales amenazas sobre la especie son la translocación y la introducción y de especies exóticas, que en su mayoría son piscívoras. 
A las amenazas directas sobre la especie, se une la destrucción del hábitat mediante la construcción de diversas infraestructuras hidráulicas, la extracción de áridos, con la consiguiente destrucción de frezaderos y la contaminación de las aguas por diversos motivos.